# Pink (Oklahoma)
Pink è un comune degli Stati Uniti d'America, situato nello Stato dell'Oklahoma, nella contea di Pottawatomie.